# Saxifraga darrieuxii
Saxifraga darrieuxii är en stenbräckeväxtart som beskrevs av Luizet och Soulie. Saxifraga darrieuxii ingår i Bräckesläktet som ingår i familjen stenbräckeväxter. Inga underarter finns listade i Catalogue of Life.